# 涼風 (岩崎良美の曲)
「涼風」（すずかぜ）は、1980年5月21日にリリースされた岩崎良美の2枚目のシングル。発売元はキャニオンレコード。

## 概要
表題曲「涼風」は、デビューシングル「赤と黒」と同様に芳野藤丸が作曲を手掛けており、本人出演の資生堂「シャワーコロン」のCMソングに採用された。
ジャケットは、岩崎の人見知りが激しいことを考慮したためか、30メートルほど離れた場所から撮影された。
オリコンチャート上では、デビュー曲「赤と黒」（第19位）を上回る週間最高18位まで上昇した。また、1980年度の年間シングル売上で第95位にランクされている。
1980年7月3日放送のTBS系列「ザ・ベストテン」では、同期デビューの松田聖子と共に ″今週のスポットライト″ コーナーで初出演を果たし、同曲を披露。その後同番組で第10位（2週連続）にランクインした。
1980年7月21日に発売された岩崎のファースト・アルバム『Ring-a-Ding』には、当楽曲のニュー・バージョンが収録されている。

## 収録曲
- 両楽曲共に、作詞：来生えつこ／作曲：芳野藤丸／編曲：大谷和夫

1. 涼風（4分47秒）
2. モーニング コール（4分20秒）

## 関連作品
- 岩崎良美 CD-BOX 80-87 ぼくらのベスト（2002年7月17日発売）